# Sophie Gyllenborg
Sophia "Sophie" Gustafva Gyllenborg, född 7 november 1801 i Malmö, död 1841 i Köpenhamn, var en svensk översättare. Hon har kallats Sveriges första kvinnliga professionella översättare, även om det i praktiken fanns tidigare exempel, som Catharina Ahlgren. 1827 kom Gyllenborgs första översatta litterära verk ut på svenska. Hon översatte bland annat Maria Edgeworth, Harriet Martineau och J. A. K. Hildebrandt till svenska.

## Biografi

### Tidigt liv
Gyllenborg föddes 1801 i Malmö. På både mödernet och fädernet härstammade hon från högadeln Gyllenborg. Hennes far, Henning Adolf Gyllenborg, var kommendant på Malmöhus och vice landshövding. Hennes mor hette Hedvig Sophia von Dellwig, och härstammade från Skåne. Hennes föräldrar var kusiner, och Gyllenborg var enda barnet.
Vid tio års ålder flyttade Gyllenborg och hennes föräldrar till Köpenhamn. Hennes far blev redaktör för den franskspråkiga tidskriiften Le Messager du Nord, som var ett resultat av ett nordiskt kultursamarbete. Genom sin fader kom Gyllenborg, som var intellektuellt intresserad, i kontakt med kulturella miljöer i Köpenhamn.

### Yrkesliv
Fadern introducerade hösten 1825 Gyllenborg för kanslirådet, författaren, bibliotekarien, tidningsutgivaren och tryckeriägaren Per Adam Wallmark, som han hade lärt känna genom tidskriften. Fadern strävade efter att hjälpa henne att bli översättare. Gyllenborg, som helst ville översätta memoarer, hade då redan börjat översätta litterära verk från tyska, franska och engelska, bland annat J. A. K. Hildebrandts Fernando Lomelli. Inledningsvis skulle verket ges ut av estetikprofessorn Anders Lidbeck på Berlingska boktryckeriet, men 1827 utkom boken hos Axel Petré i Linköping. Wallmark rådde Gyllenborg att översätta Maria Edgeworth, en irländsk författare, på prov. Om han uppskattade hennes översättningar kunde hon erbjudas mer omfattande arbeten. Genom dessa tidiga översättningar inledde Gyllenborg sin karriär som översättare, den första professionella, kvinnliga svenska översättaren.
I mars 1826 konstaterade hon att hon hade god koll på den internationella utgivningen, men att hon bott så länge i Danmark att hennes språk påverkades av danskan, vilket hon menade krävde att texter översatta av henne var tvungna att revideras kraftigt för att undvika danismer. För Wallmark bidrog hon också med texter till hans tidning Journalen, åtminstone från 1825. Alstren i Journalen bestod av internationellt material och möjligtvis anonyma översättningar. Liknande tjänster utförde hon åt Axel Petrés Linköpings-Bladet. Gyllenborg kunde efter detta helt leva på sina översättningar.
Hennes far avled 1826 på våren, och Gyllenborg tog över redaktörskapet för Le Messager du Nord. Hon förberedde också en flytt till Sverige, för att kunna ta hand om modern. De flyttade till Södermalm. Parallellt med sina översättningar undervisade hon i språk, och undersökte möjligheterna att öppna en flickpension. I släkten fanns också motstånd mot att namnet Gyllenborg användes på hennes litterära alster, eftersom det skulle kunna fläcka ner namnet. Lösningen blev att använda namnet men utan grevinnetiteln.
1827 gavs Hildebrandts Fernando Lomelli ut, samt Maria Edgeworths Ormondi i tre delar, på Ecksteinska tryckeriet. 1828 gav Petré ut tre tyska översättningar av Gyllenborg, Thirza, profetissan från Grekland eller De tyska smyghandlarne av W. von Morgenstern (pseudonym för Wilhelmine von Gersdorf), Dödsengeln eller Den swarte jägaren av C.W. Contessa och Bodo af Hohenried av Caroline de la Motte Fouqué.
I början av 1830-talet flyttade Gyllenborg tillbaka till Skåne, där hon hade fått kontakt med Schmidt & Comp., ett nystartat tryckeri i Kristianstad. Tryckeriet tryckte bland annat Skånska Posten, som då precis hade startats, och som hade ett intresse för översatt litteratur. En annan verksam vid tidningen var Nils Lovén. Gyllenborg introducerade mellan 1834 och 1836 Harriet Martineau på svenska, och framförallt hennes verk Statshushållningen framställd i exempel, i åtta delar. Gyllenborg översatte nummer 1–4 och 8, medan Victor August Altén översatte nummer 5, 6 och 7. Den sista kända översättningen av Gyllenborg är den sista av Martineaus delar, "Cousine Marschall". Hon dog i Köpenhamn 1841.